# Bhinar
Bhinar is een bestuurslaag in het regentschap Probolinggo van de provincie Oost-Java, Indonesië. Bhinar telt 2180 inwoners (volkstelling 2010).